# Alexandros Touferis
Aléxandros Touferís (griechisch Αλέξανδρος Τουφερής, französisch Alexandre Tuffèri oder Tuffère; * 8. Juni 1876 in Athen; † 14. März 1958 ebenda) war ein griechisch-französischer Leichtathlet, der an drei Olympischen Spielen teilnahm.
Seine Teilnahmen an den Olympischen Spielen 1896 in Athen und Olympischen Spiele 1900 in Paris werden allgemein Frankreich zugerechnet. Im Dreisprung wurde er 1896 mit 12,70 m Zweiter hinter dem US-Amerikaner James Connolly, der mit 13,71 m der erste Olympiasieger der Moderne wurde. Touferis nahm auch am Weitsprung teil, schaffte es jedoch nicht unter die besten vier. Vier Jahre später wurde er beim Dreisprung in Paris Sechster.
Als Mitglied der griechischen Mannschaft startete er bei den Olympischen Zwischenspielen 1906 in Athen. Im Standweitsprung wurde er Siebter, im 110-Meter-Hürdenlauf schied er in der Vorrunde aus.